# Barczków
Barczków (prononciation : [ˈbart͡ʂkuf]) est une localité polonaise de la gmina de Szczurowa, située dans le powiat de Brzesko en voïvodie de Petite-Pologne.